# 増田清 (建築家)
増田 清（ますだ きよし、1888年（明治21年）9月9日 - 1977年（昭和52年）2月9日）は、日本の建築家。
主に大阪を拠点に活動したが、現存するものは少ない。
功績に対して知名度が低く「知られざる名建築家」「戦前活躍しながら忘れられていた名建築家」などと紹介されている。
娘婿は阿川弘之、阿川尚之と阿川佐和子は孫にあたる。

## 略歴
- 増田家は江戸時代御家人。増田の父は大日本帝国陸軍に所属し、東北地方各地で勤務した[6]。増田は福島県伊達郡桑折町で生まれ、父に伴って東北地方各地で少年期を過ごした[1][6]。
- 1906年（明治39年）3月 : 旧制青森県立第一中学校（現青森県立弘前高等学校）卒業[2]
- 1909年（明治42年）3月 : 旧制第一高等学校卒業[2]
- 1913年（大正2年）
  - 7月 : 東京帝国大学建築学科卒業[2]。帝大では佐野利器に学んだ[1]。同期に藤井厚二、1学年上に渡辺仁・山下寿郎・長谷部鋭吉・竹腰健造・西村好時がいる。
  - :安藤組（のちの安藤建設、現安藤ハザマ）大阪支店入社[2]。
- 1914年（大正3年） : 佐野の下で内務大臣邸設計従事[2]。
- 1917年（大正6年）10月 : 大阪府土木課に建築技師として入り、府立大阪医科大学建築事務所所属[2]。府立大阪医科大学病院（現大阪大学医学部附属病院）が火事で全焼したため再建の設計に関わる[2]。
- 1919年（大正8年） : 営繕課大阪医科大学建築事務所長に就任[2]。
- 1924年（大正13年）
  - 3月 : 大阪府技師を依願免官[2]。
  - 4月 : 大阪市で増田建築事務所を立ち上げる[2]。
- 1925年（大正14年）6月 : 広島市土木課建築事務として嘱託契約[2]。
  - この間も活動拠点は大阪であったと推定されている[2]。
- 1928年（昭和3年）3月 : 広島市嘱託終了[2]。
- 1935年（昭和10年）9月 : 増田建築事務所閉鎖、東京に移り安藤組取締役技師長就任[2]。
- 1941年（昭和16年）2月 : （社）軍建協力会常務理事として出向[2]。
- 1942年（昭和17年）3月 : （社）海軍施設協力会常務理事として出向[2]。
- 1948年（昭和23年）頃 : 安藤組定年退社[2]。
- 1949年（昭和24年）5月 : 全国建設業協会と嘱託契約[2]。
- 1959年（昭和34年）頃 : 増田建築事務所再開[2]。
- 1966年（昭和41年）4月 : 日本建築学会より感謝状と終身会員の名誉を受ける[2]。

## 作品
増田は日本の初期鉄筋コンクリート構造(RC構造)建築普及に貢献した建築家である。大阪を中心に京都・奈良・兵庫で、更に東京や広島・呉で仕事し、設計したすべての建築物がRC構造であった。大きな特徴として、芸術・造形美よりも構造美・機能美、特に耐震を重視し極めて頑丈な建物を設計していることが挙げられる。これは帝大建築学科で佐野利器に師事し多大な影響を受けたためと言われている。1923年（大正12年）関東大震災が起こり建物の耐震と近代化への関心度が高まった時期に独立し、そこから昭和初期にかけて多くの作品を手がけた。大大阪時代に小学校を16校設計しており、「増田清なしには大阪の鉄筋コンクリート建築は語れない」とまで言われている。
代表的作品で国の登録有形文化財である「三木楽器本店」は、2013年に関西大学によって耐震診断が行われ耐震補強の必要が無いと評価されている。また頑丈なRC構造であったことから、大阪大空襲や東京大空襲、広島市への原子爆弾投下で倒壊を免れたものがいくつもあることは特筆に値する。特に「広島市レストハウス」は爆心地から170mの近距離にありながら全壊を免れている。ただし耐震に偏っておらず、RCで大きなアーチ空間を取り入れようとしたりアール・デコ様式を取り入れたりとデザインにも配慮している。「東京女子医科大学病院一号館」（現存せず）は日本初の十字放射型病院建築として設計している。
以下、主な作品を列挙する。
- 大阪府立医科大学病院（1917年） - 現大阪大学医学部附属病院、現存せず。
- 産業貯蓄銀行大阪支店（1918年） - 詳細不明。
- 大阪府立生野中学校（1920年） - 現大阪府立生野高等学校、現存せず。
- 浄土真宗本願寺派京都教区教務所顕道会館（1922年）
- 大阪市芦池尋常小学校（1922年）- 大阪市立南小学校に統合。現存せず。
- 明浄高等女学校（1922年）- 現明浄学院高等学校。現存せず。
- 相愛高等女学校（1923年） - 現相愛中学校・高等学校。現存せず。
- 西成郡今宮第三尋常小学校（1923年） - 現大阪市立萩之茶屋小学校。現存せず。
- 呉市五番町尋常小学校（1923年） - 呉市立呉中央小学校に統合。現存せず。
- 三木楽器本店（1924年） - 国の登録有形文化財
- 大阪市天王寺第一尋常小学校（1924年） - 大阪市立天王寺小学校。現存せず。
- 大阪市恵美第二尋常小学校・第三尋常小学校（1924年） - 現大阪市立恵美小学校。現存せず。
- 日本大学旧工学部・医学部校舎（1924年） - 詳細不明。
- 東京女子医学専門学校（1924年） - 現東京女子医科大学。現存せず。
- 呉市立呉中学校（1924年） - 現広島県立呉三津田高等学校。現存せず。
- 奈良県立郡山中学校（1924年） - 現奈良県立郡山高等学校。現存せず。
- 龍谷大学（1925年） - 詳細不明
- 大阪市東平野第一尋常高等小学校（1925年） - 現大阪市立生魂小学校
- 桜井警察署（1925年） - 詳細不明。現桜井警察署。
- 日刊工業新聞社（1925年）- 現存せず。
- 広島市本川尋常高等小学校（1925年） - 被爆建物、現本川小学校平和資料館
- 通産省地質調査所東京分室（1926年） - 詳細不明
- 大阪市天王寺第五小学校（1927年） - 現大阪市立五条小学校。現存せず。
- 広島市役所（1928年） - 全体設計ではなく変更設計。被爆建物、現広島市役所旧庁舎資料展示室
- 奈良電気鉄道本社（1928年） - 現存せず
- 帝国女子医学専門学校（1929年） - 現東邦大学
- 大阪市金甌尋常小学校（1929年） - 大阪市立中央小学校に統合。現存せず
- 大阪市精華尋常小学校（1929年） - 大阪市立南小学校に統合。現存せず。
- 大正屋呉服店（1929年） - 被爆建物、現広島市レストハウス
- 東京女子医学専門学校病院一号館・臨床講堂（1930年） - 現東京女子医科大学病院。現存せず。
- 大阪南陽演舞場（1930年） - 現新世界国際劇場
- 広島県農工銀行本店（1931年） - のち日本勧業銀行広島支店を経て第一勧業銀行広島流川支店。現存せず。
- 国鉄奈良駅操車場（不詳） - 詳細不明
- 淀競馬場（不詳） - 詳細不明。現京都競馬場

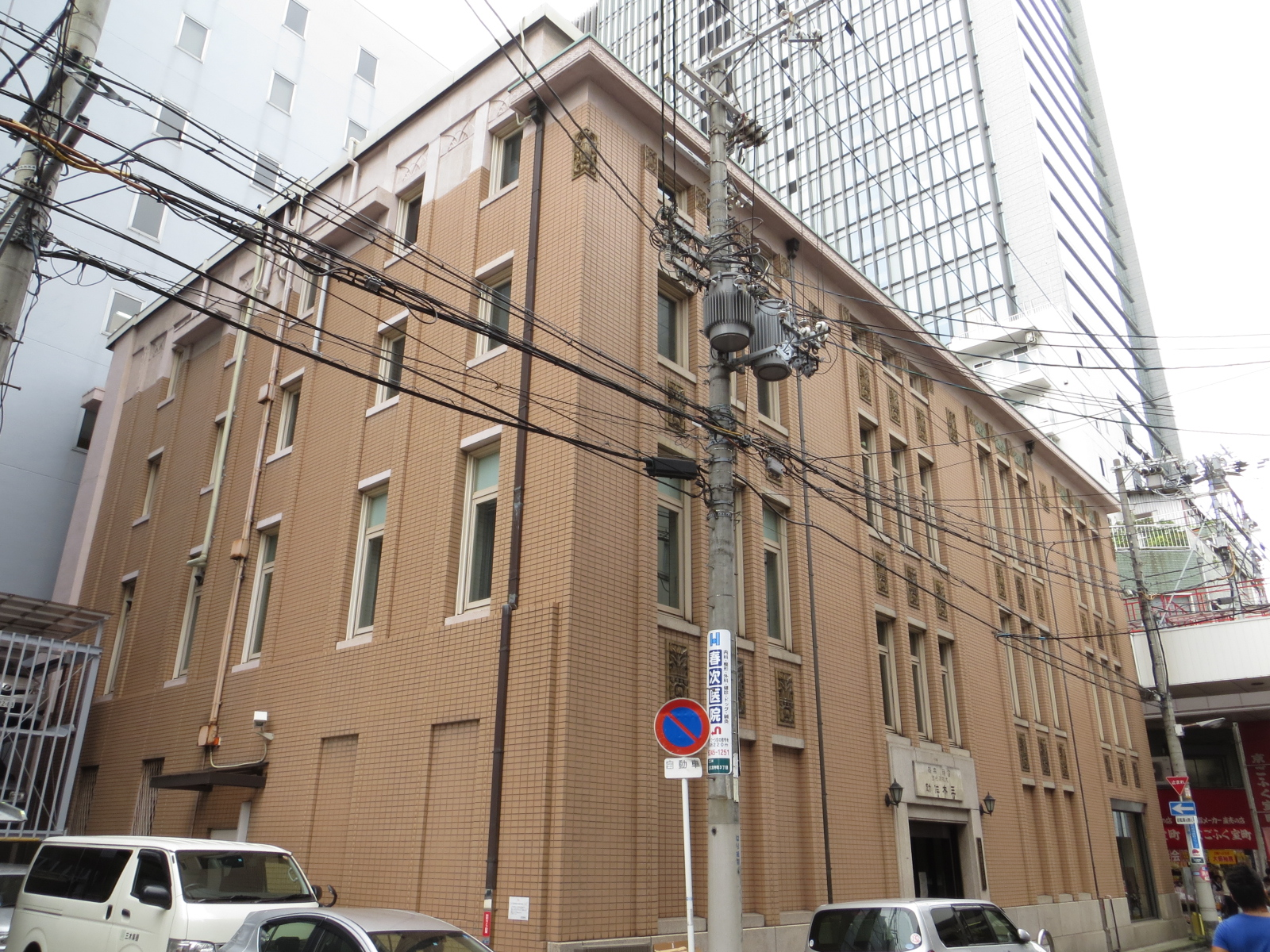
三木楽器本店
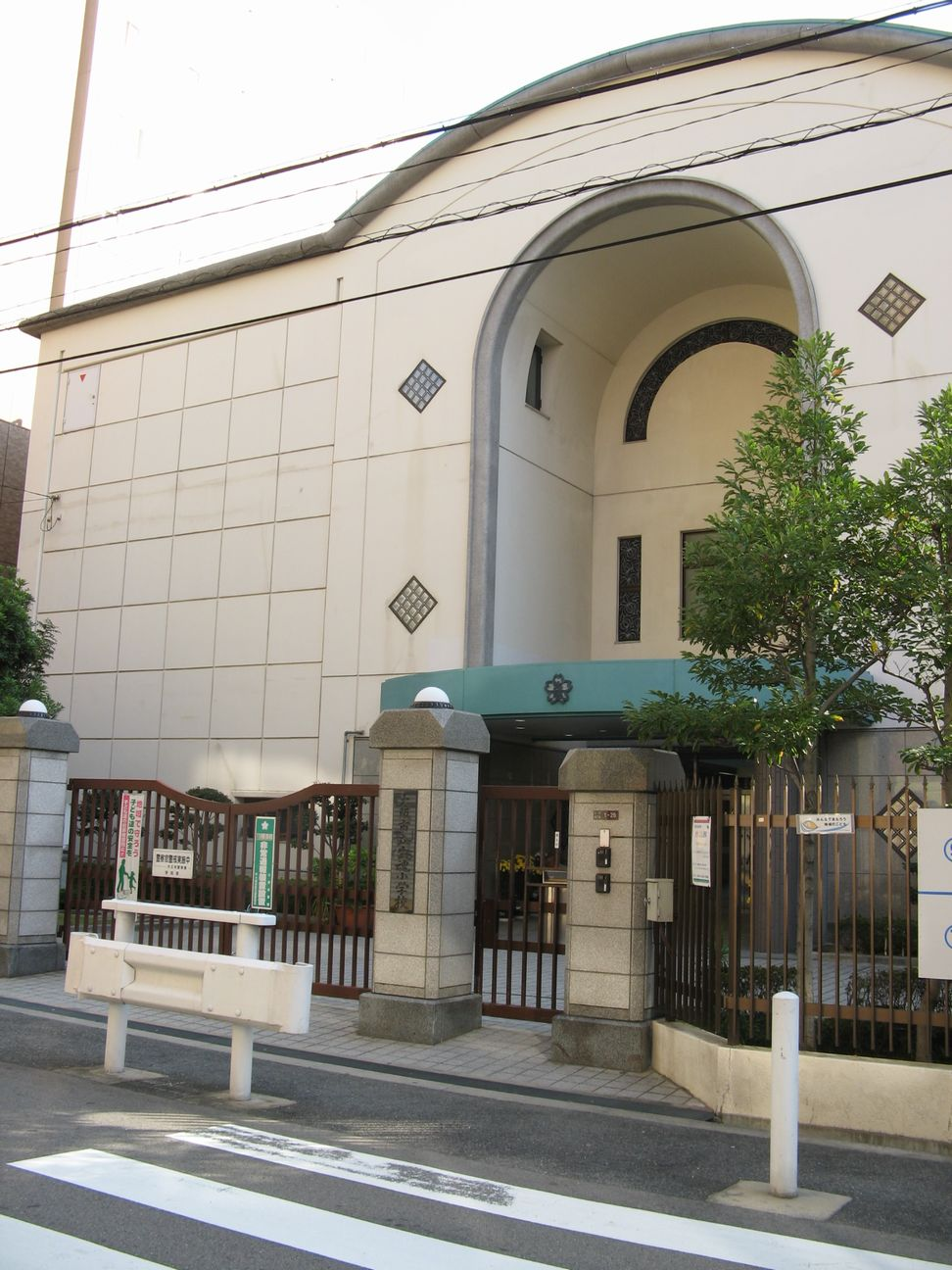
大阪市立生魂小学校
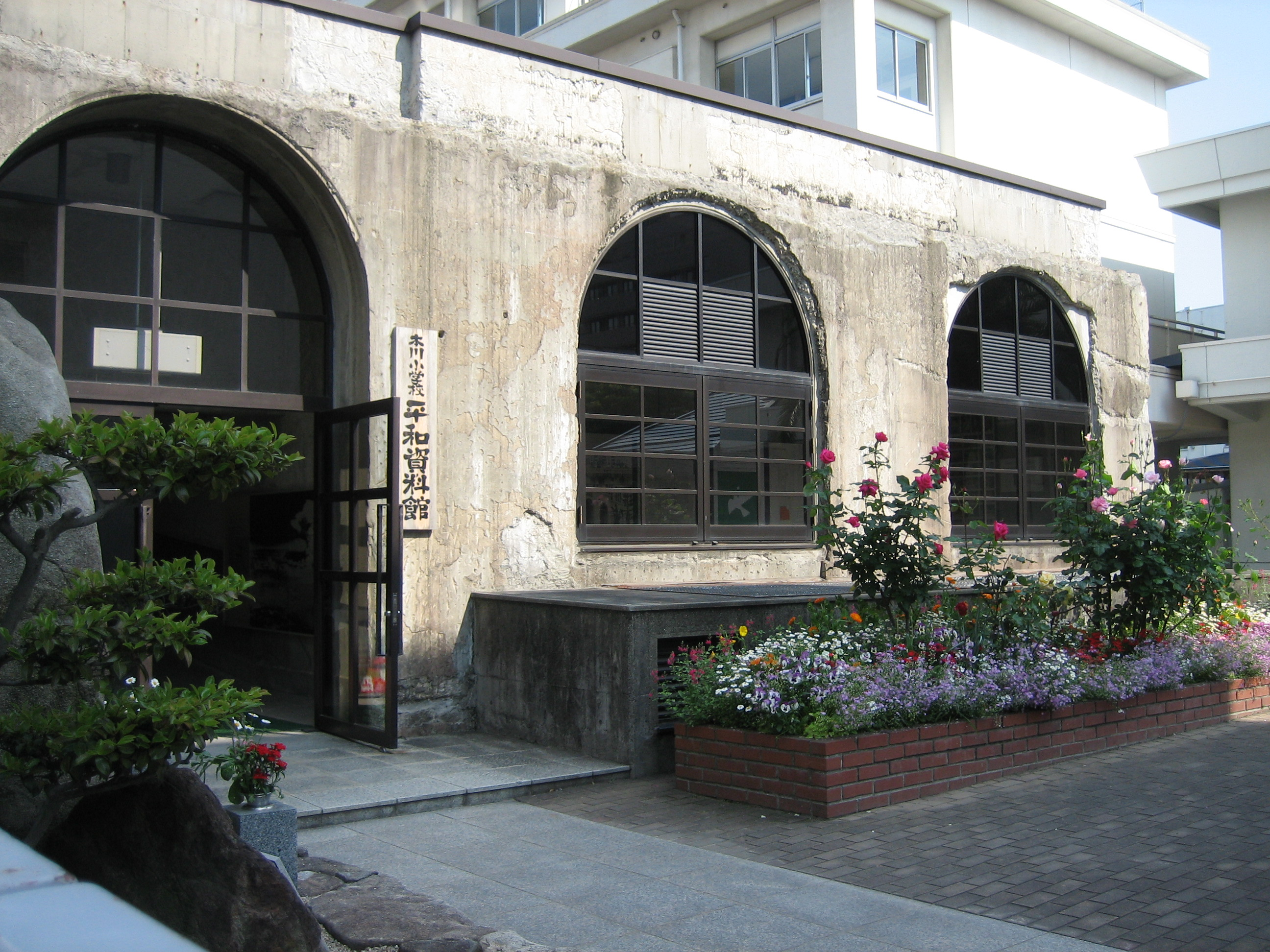
本川小学校平和資料館
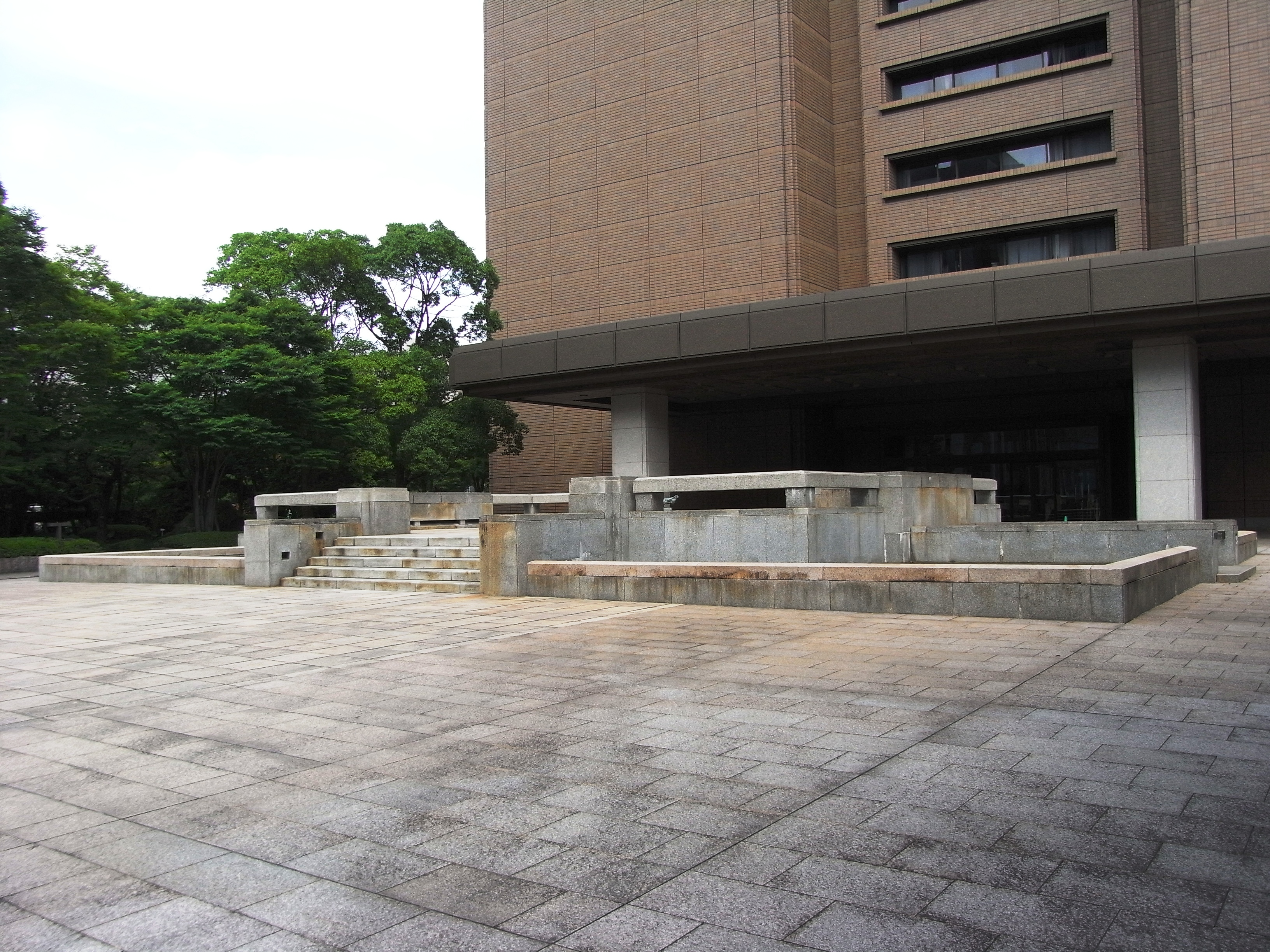
広島市役所旧庁舎資料展示室
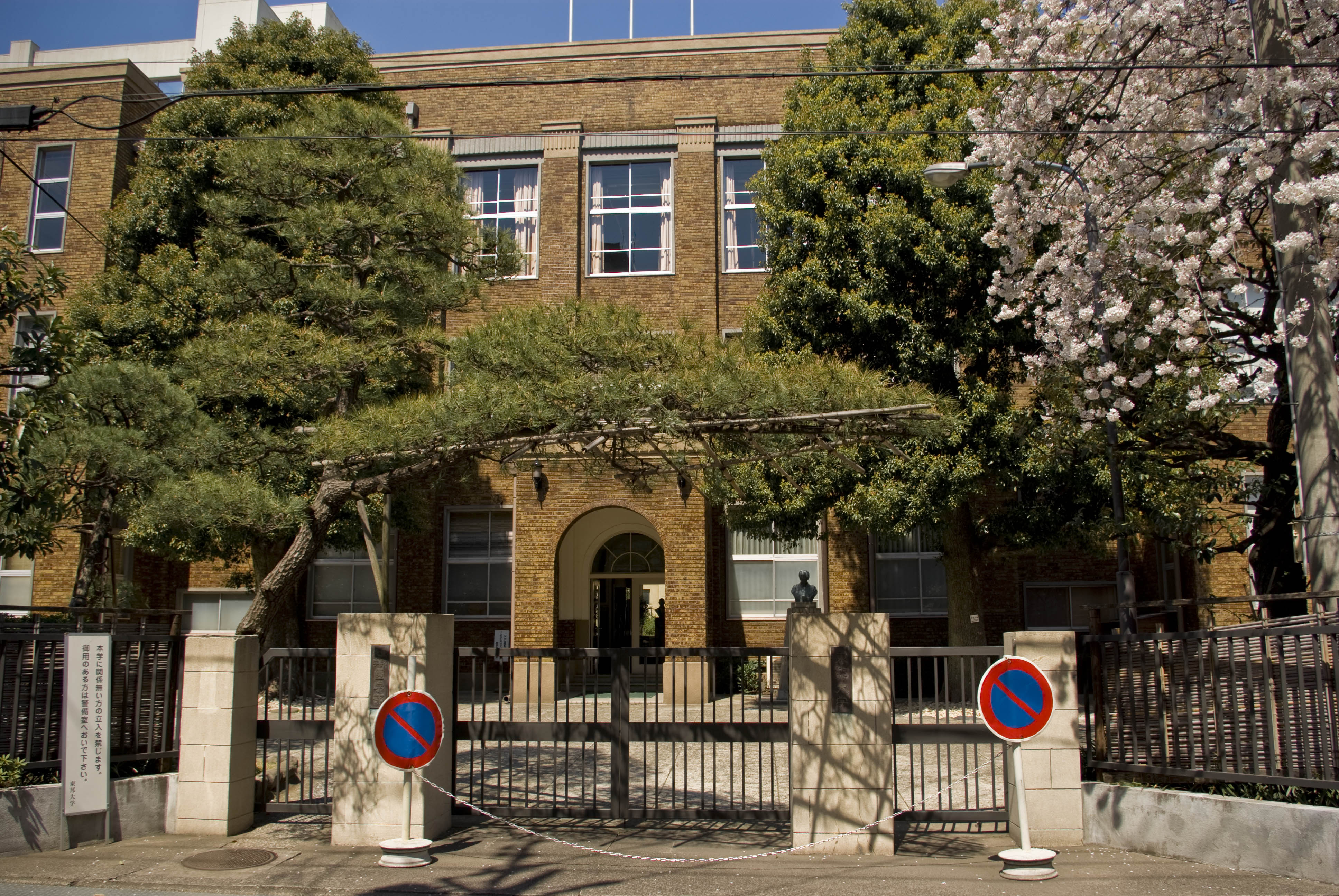
東邦大学医学部本館
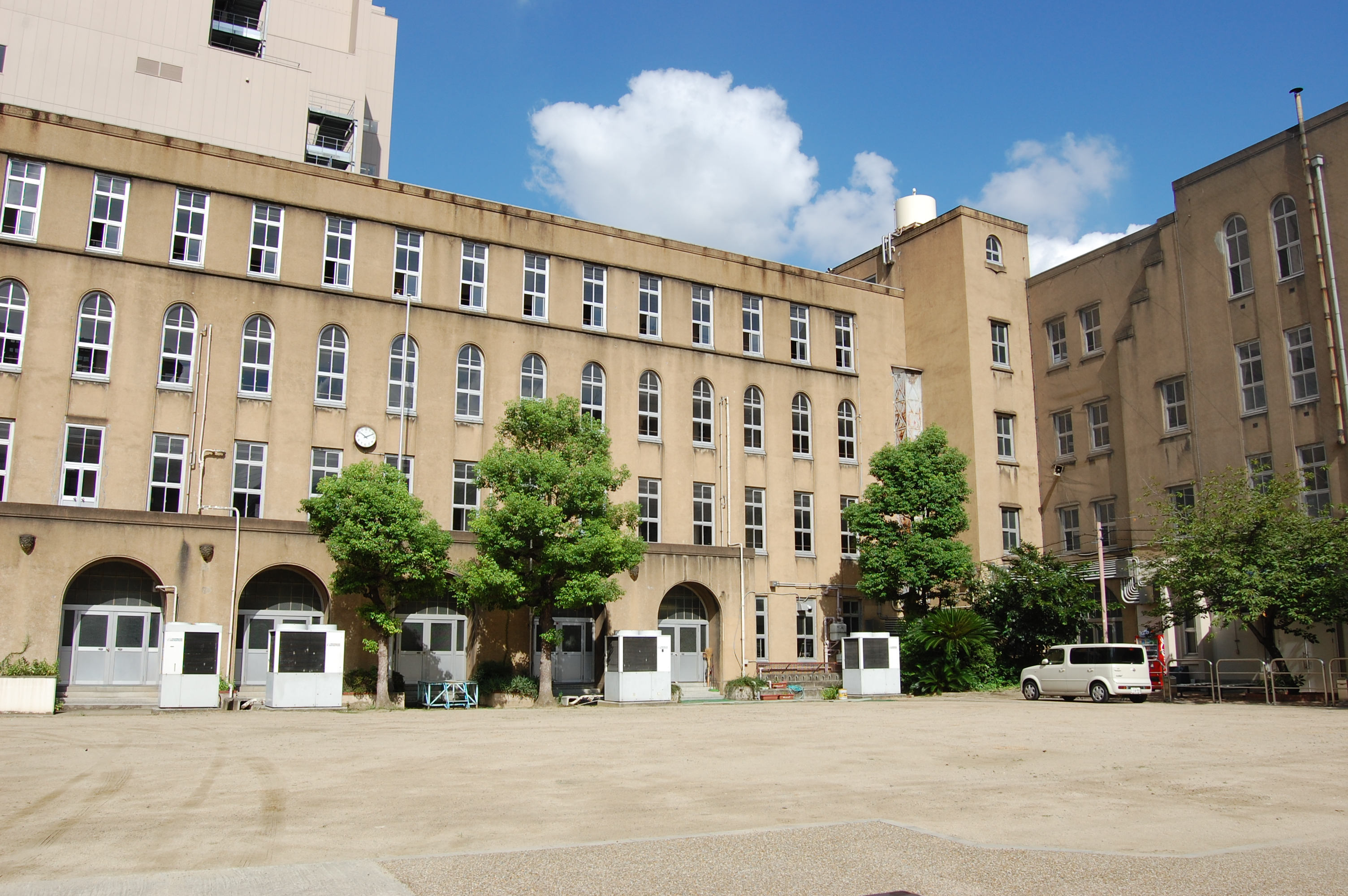
旧・大阪市立精華小学校
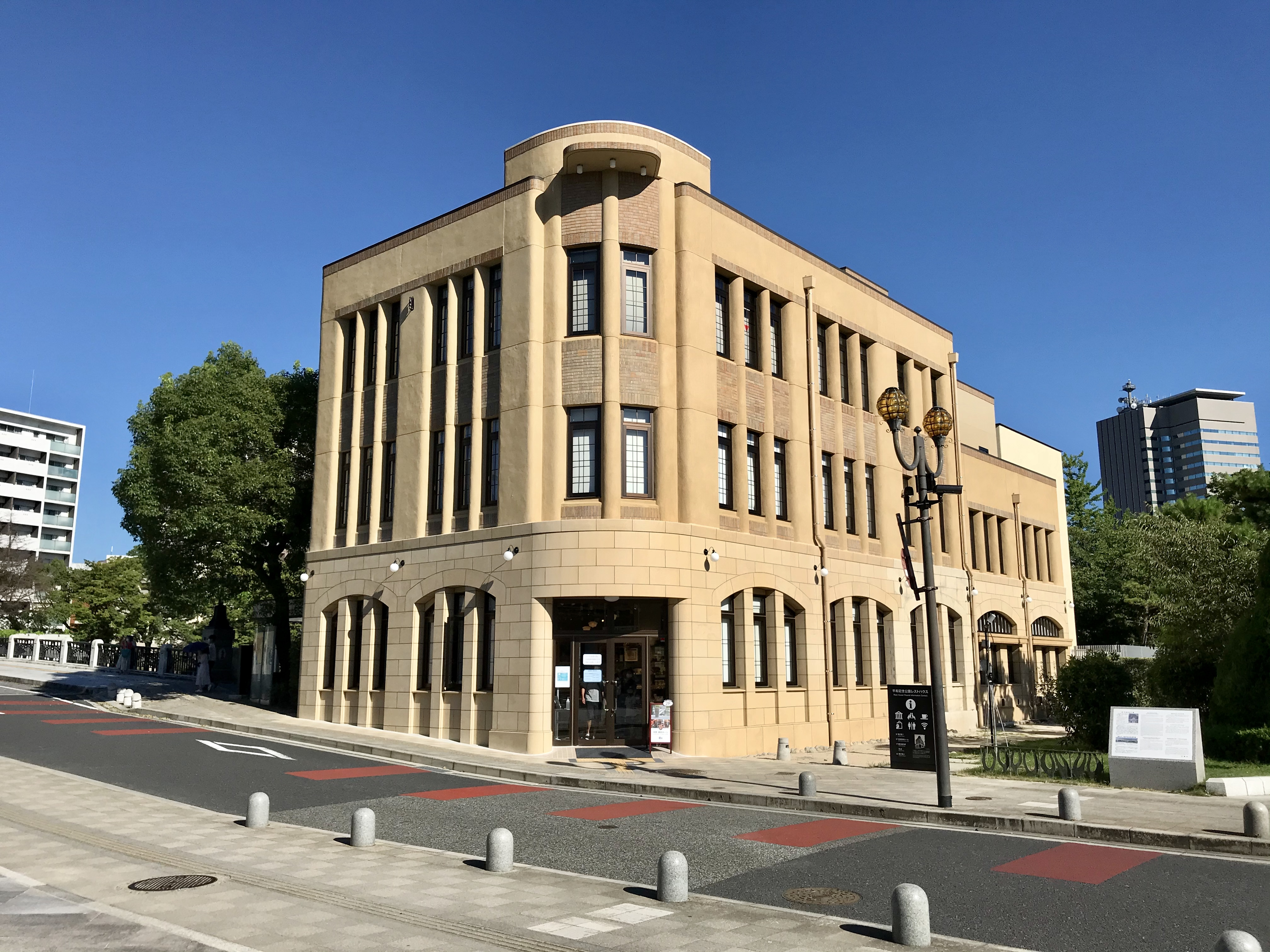
広島市レストハウス
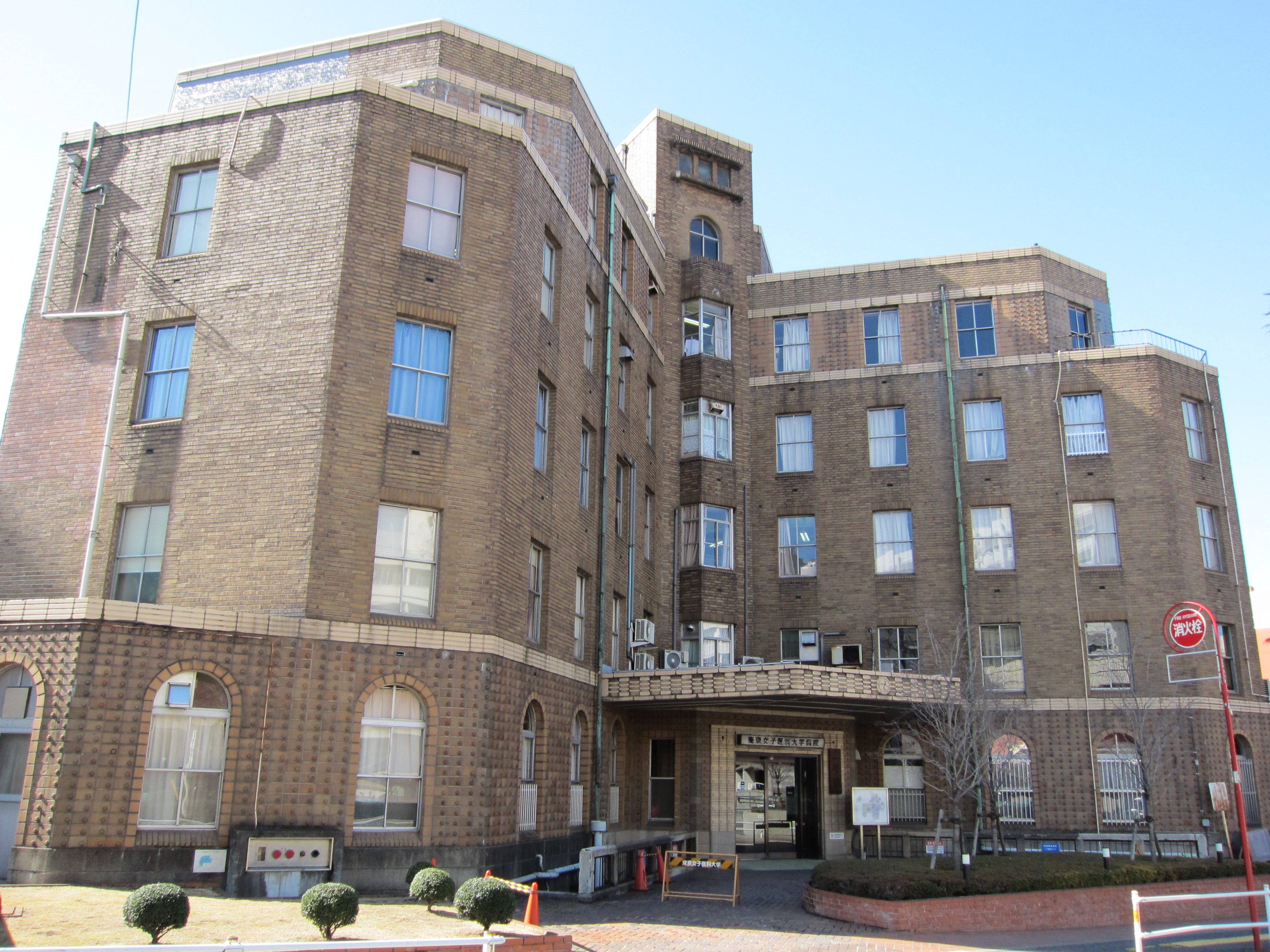
旧・東京女子医科大学病院一号館
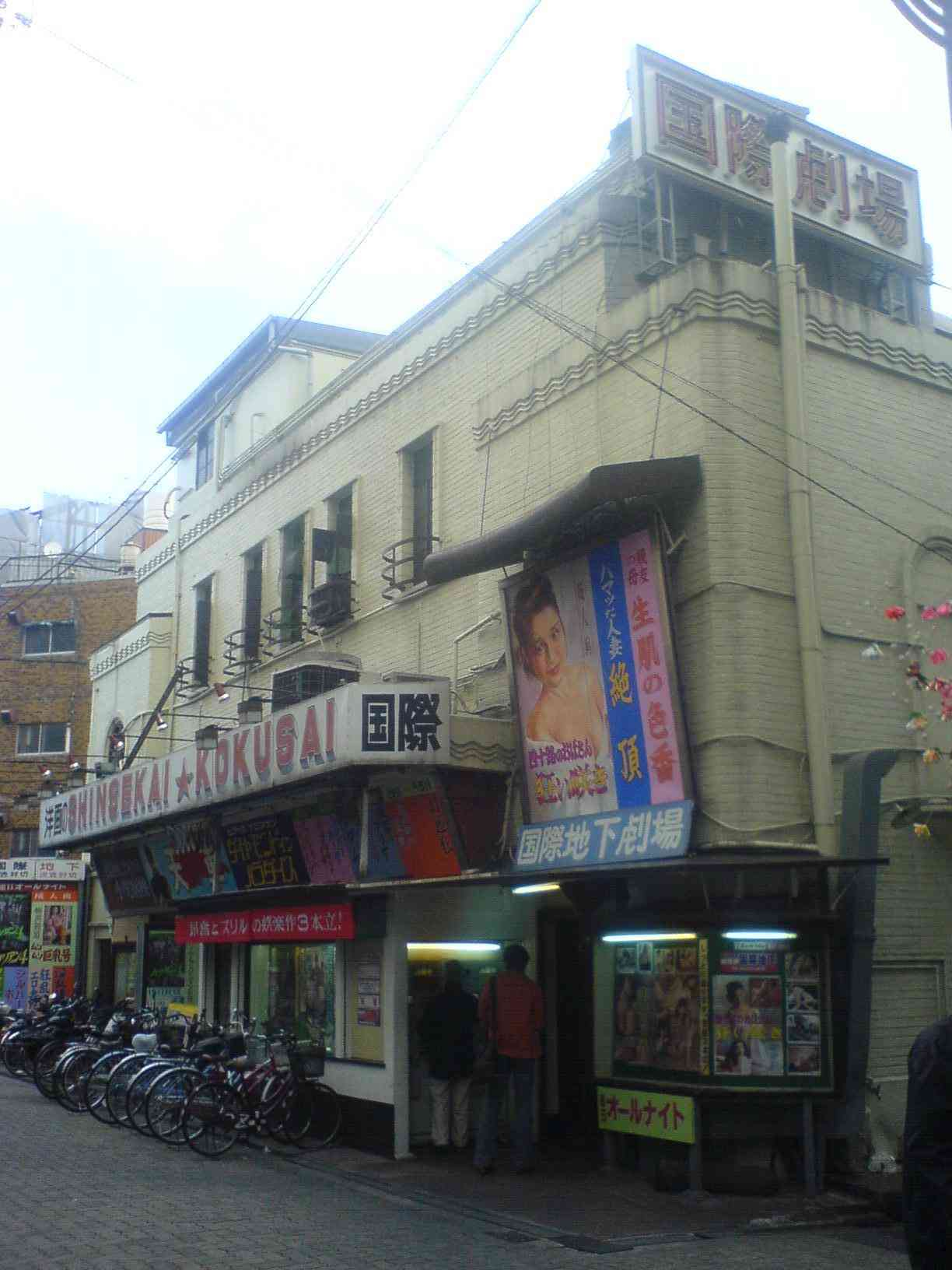
新世界国際劇場

## 参考資料
- 石丸紀興、李明「建築家増田清の経歴と広島における建築活動について」『日本建築学会計画系論文集』、日本建築学会、1999年、327-334頁、doi:10.3130/aija.64.327_2、2017年5月9日閲覧。